# Миллер, Никита Денисович
Никита Денисович Миллер (род. 10 января 2002, Москва) — российский хоккеист, нападающий.

## Биография
Занимался в московских хоккейных школах «Белые медведи» (до 2013), «Динамо» (2013—2015), «Спартак». С 2017 года — в мытищинском «Атланте».
В сезонах 2018/19 — 2020/21 играл в команде МХЛ «Атланты» / МХК «Атлант». В сезоне-2021/22 провёл 36 матчей за МХК «Спартак» в МХЛ и 18 — за «Химик» Воскресенск в ВХЛ, в начале сезона был в заявке в четырёх матчах КХЛ в составе «Спартака». Сезон-2022/23 начал в команде ВХЛ «Буран» Воронеж. Сыграв пять матчей, перешёл в клуб НМХЛ «Полёт» Рыбинск. Следующий сезон отыграл в ВХЛ в составе клуба «Динамо-Алтай» Барнаул. С 2024 года — в системе «Автомобилиста» Екатеринбург, игрок команды ВХЛ «Горняк-УГМК». В сентябре — октябре 2024 года провёл два матча в КХЛ.